# Saloo
Saloo is een bestuurslaag in het regentschap Nias Barat van de provincie Noord-Sumatra, Indonesië. Saloo telt 1952 inwoners (volkstelling 2010).